# Dornier Werke Altenrhein

Die Dornier-Werke Altenrhein, 1927

Die Dornier Werke Altenrhein AG war eine Betriebsgesellschaft, finanziert von der AG für Dornier-Flugzeuge (Do-Flug AG) in Altenrhein, am heutigen Flugplatz St. Gallen-Altenrhein und die Vorgängerfirma der Flug- und Fahrzeugwerke Altenrhein in der Schweiz. Die Do-Flug AG wurde 1926 vom Deutschen Reich, der Dornier Metallbauten GmbH (DMB) und Claude Dornier zum Zweck der Finanzierung des Grossflugbootes Dornier Do X, sowie Erstellung der Betriebsanlagen zum Bau des Flugzeuges in Altenrhein gegründet, aber 1933 nach Auslaufen des Entwicklungsprogrammes Do X wieder aufgelöst. Die Dornier Werke Altenrhein AG gehörten dann weiter organisatorisch zu den DMB, bzw. ab 1938 zu den Dornier-Werken Friedrichshafen (DWF), es wurden dort bis zum Anfang des Zweiten Weltkrieges Dornier Flugzeuge gebaut bzw. Teile gefertigt. Auch am Flugplatz Emmen wurde eine Zweigstelle errichtet. Während des Zweiten Weltkrieges wurde das Werk Altenrhein unter Schweizer Staatsaufsicht gestellt und es durften dort nur zivile Geschäfte abgewickelt, bzw. nur Aufträge für das Schweizer Militär ausgeführt werden. Oberst Jacob Schmidheiny wurde bis 1945 als Treuhänder des Militärdepartements und als Verbindungsperson zur Kriegstechnischen Abteilung (KTA) der Präsident des Verwaltungsrates.
Die Besitzverhältnisse sind nicht eindeutig bekannt geworden. Unklar ist, wie das Deutsche Reich, das die Anlagen in Altenrhein über die Do-Flug AG finanziert hatte und die DWF als Nachfolger der DMB beteiligt blieben. Es ist wohl so, dass auch Claude Dornier selbst mit einer Aero-Metall AG, Zürich an den Anlagen und Betrieb in Altenrhein beteiligt war. In der Literatur wird ferner der Tessiner Unternehmer Claudio Caroni als Mitbesitzer genannt, an den 1948 Claude Dornier seine Anteile verkauft habe. Claudio Caroni übernahm ab da die Führung des Betriebes und nannte ihn ab 1949 Flug- und Fahrzeugwerke Altenrhein (FFA). 1952 übernahm Caroni Anteile weiterer nicht genannter Eigentümer, womit die FFA ganz in seinen Familienbesitz wechselten.